# Bentheuphausia amblyops
Famille
Genre
Espèce
Bentheuphausia amblyops est une espèce de krill (petite crevette) de la famille des Bentheuphausiidae  créée par Giuseppe Colosi (1892-1975) en 1917. Cette famille ne comprend qu'un seul genre (Bentheuphausia) et qu'une seule espèce.